# 管木
管木（1952年10月—），中华人民共和国政治人物、外交官，生于吉林省吉林市。
1974年毕业于北京大学东语系泰语专业，同年进入外交部亚洲司。他曾在中华人民共和国驻泰国、新加坡大使馆任担任参赞、公使衔参赞。2001年至2005年，管木担任外交部亚洲司副司长。2005年，接替李进军，担任中华人民共和国驻缅甸大使。2009年，由叶大波接任。2009年至2013年，他担任了中华人民共和国驻泰国大使。